# Yengono (peuple)
Pour les articles homonymes, voir Yengono.
Les Yengono (ou Yengone, Yengonon) sont une population de langue bantoue vivant au centre-sud du Cameroun, principalement dans le département du Nyong-et-Mfoumou, l'arrondissement d'Akonolinga (Mekong,  Ngoulemekong) et celui de Mengang (Ebolakounou). 

## Population
En 1933 une étude de l'administration coloniale les rattache au rameau Fang, les situe autour d'Akonolinga et estime leur nombre à 3 800.
Certains auteurs les rattachent au groupe bulu, un point de vue que ne partage pas Philippe Laburthe-Tolra.

## Langue
Ils parlent le yengono, un dialecte  du beti.